# Dongsitou
Dongsitou (kinesiska: 东寺头, 东寺头乡) är en socken i Kina. Den ligger i provinsen Shanxi, i den norra delen av landet, omkring 210 kilometer sydost om provinshuvudstaden Taiyuan. Antalet invånare är 9 004. Befolkningen består av 4 431 kvinnor och 4 573 män. Barn under 15 år utgör 14,0 %, vuxna 15-64 år 76 %, och äldre över 65 år 9,0 %.
Genomsnittlig årsnederbörd är 688 millimeter. Den regnigaste månaden är juli, med i genomsnitt 227 mm nederbörd, och den torraste är december, med 5 mm nederbörd.